# 勒克瑙
勒克瑙，是印度北方邦首府，也是勒克瑙的行政中心，2011年人口2,902,920人。
該城市海拔約123米（404英尺）。拉克瑙區佔地面積2528平方公里。勒克瑙位於戈姆提河西北岸，東部由巴拉班基界定，西部由Unnao界定，在南部由Raebareli界定，在北部由Sitapur和Hardoi界定。
歷史上，勒克瑙是阿瓦德地區的首府，由德里蘇丹國和後來的蒙兀兒帝國控制。它被轉交給阿瓦德的納瓦人。1856年，不列顛東印度公司廢除了地方統治，控制了這座城市，並於1857年將其移交給了英國王室。勒克瑙與印度其他地方一起，於1947年8月15日脫離英國獨立。它被列為印度發展最快的城市第17名，世界排名第74。
勒克瑙與阿格拉和瓦拉納西一起位於北方邦遺產弧線上，這是北方邦政府為促進該州觀光業而創建的。

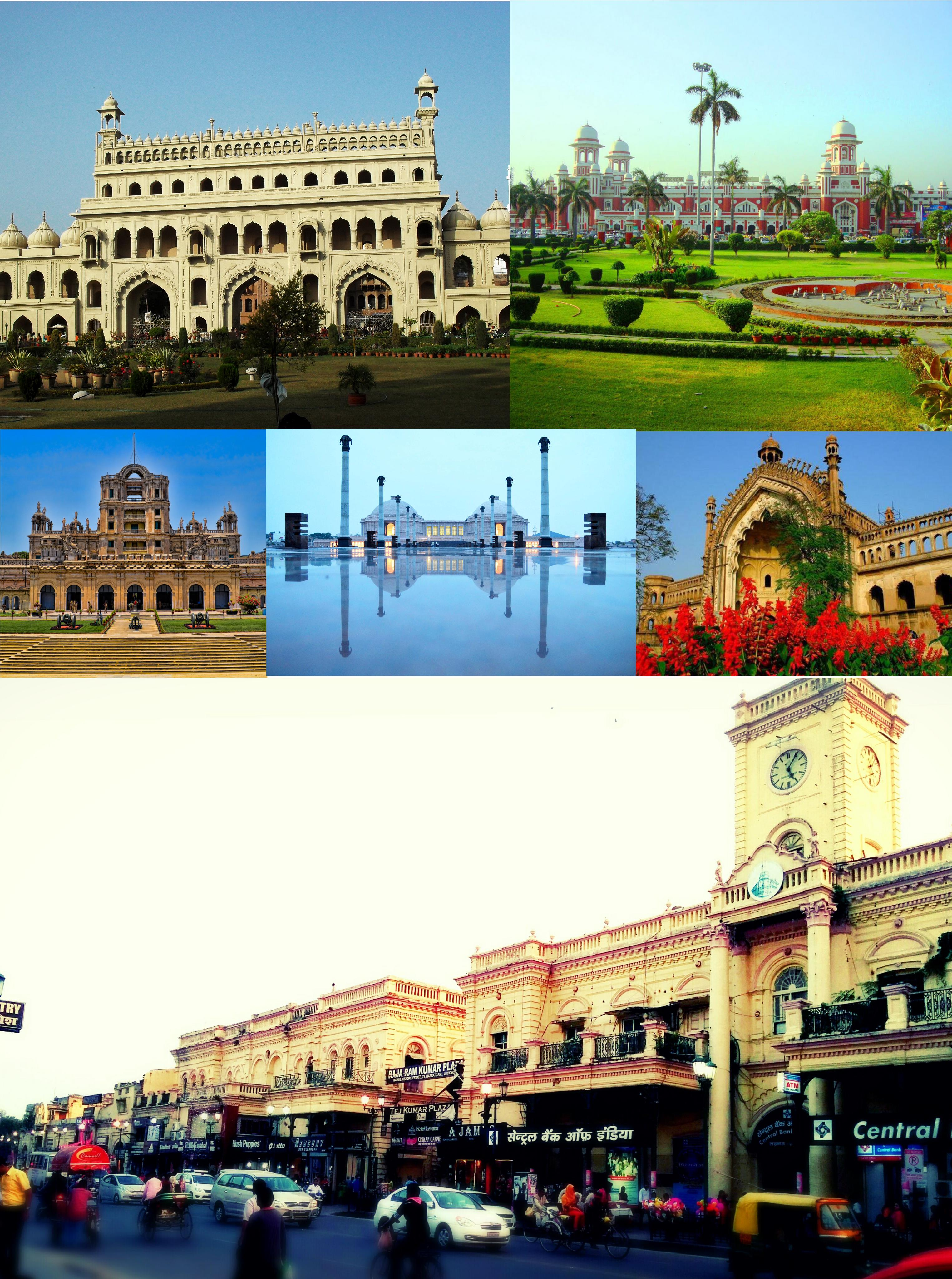
勒克瑙街景

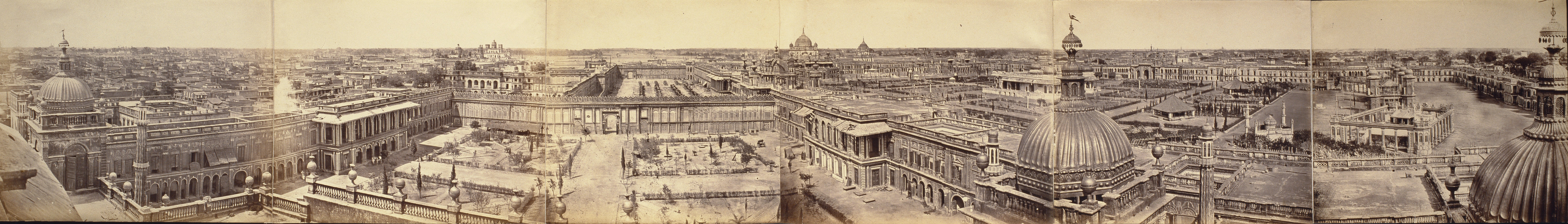
勒克瑙街景

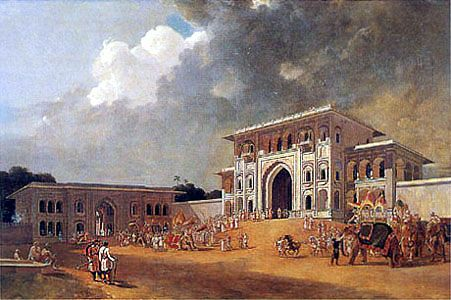
作於1801年

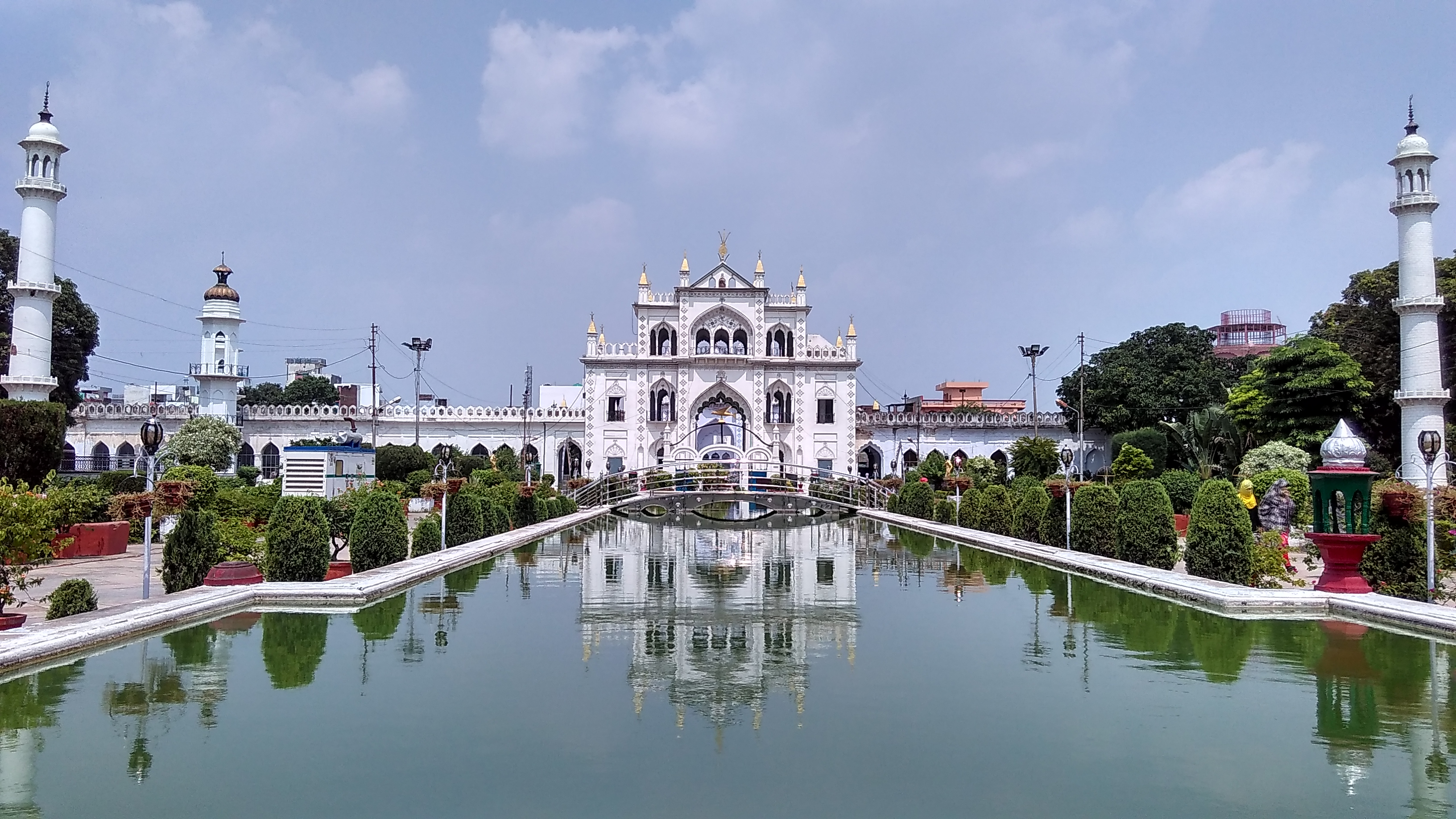

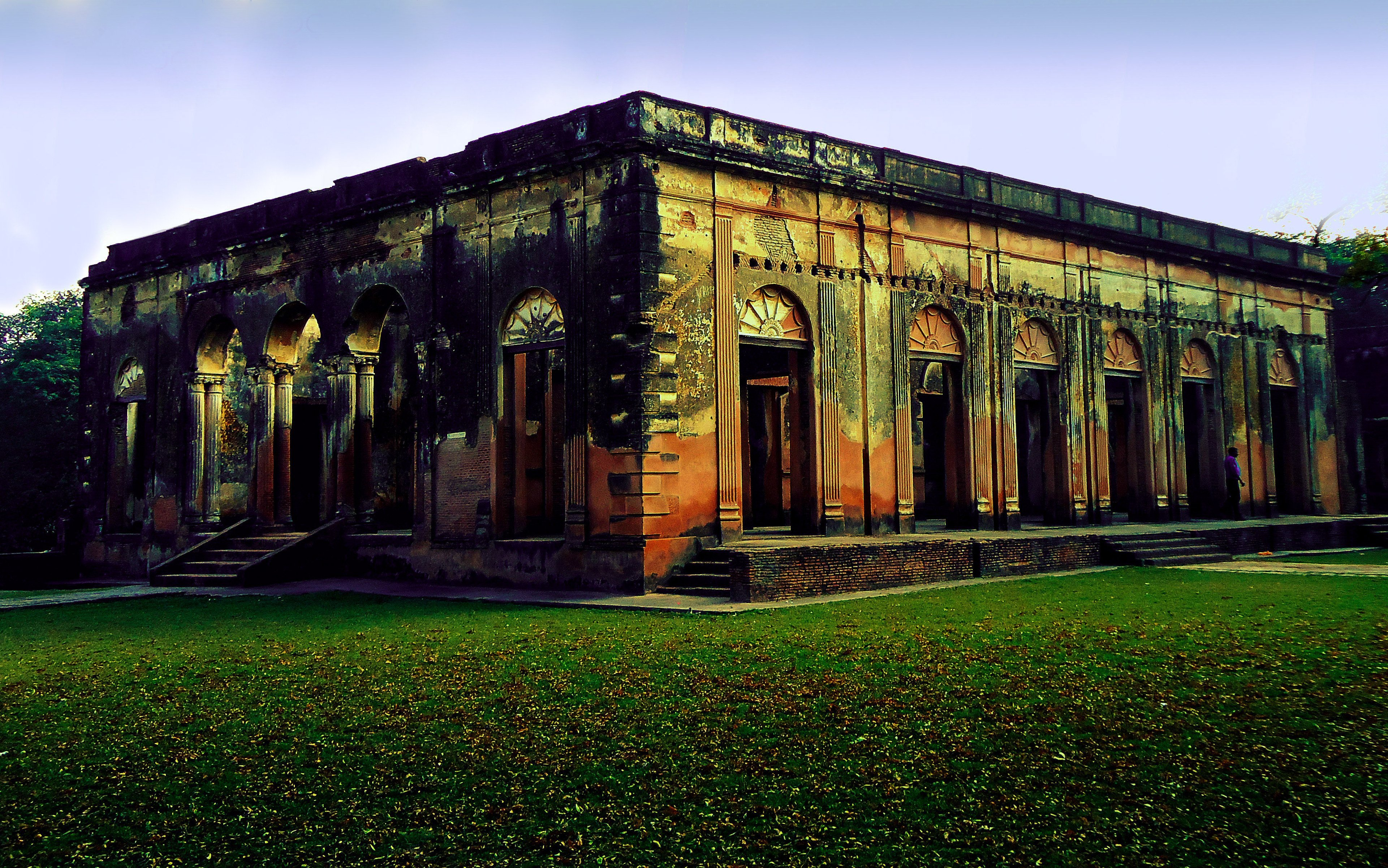
勒克瑙英國總督的代表或其他政府代表的官邸遺址，顯示了起義期間的炮火。

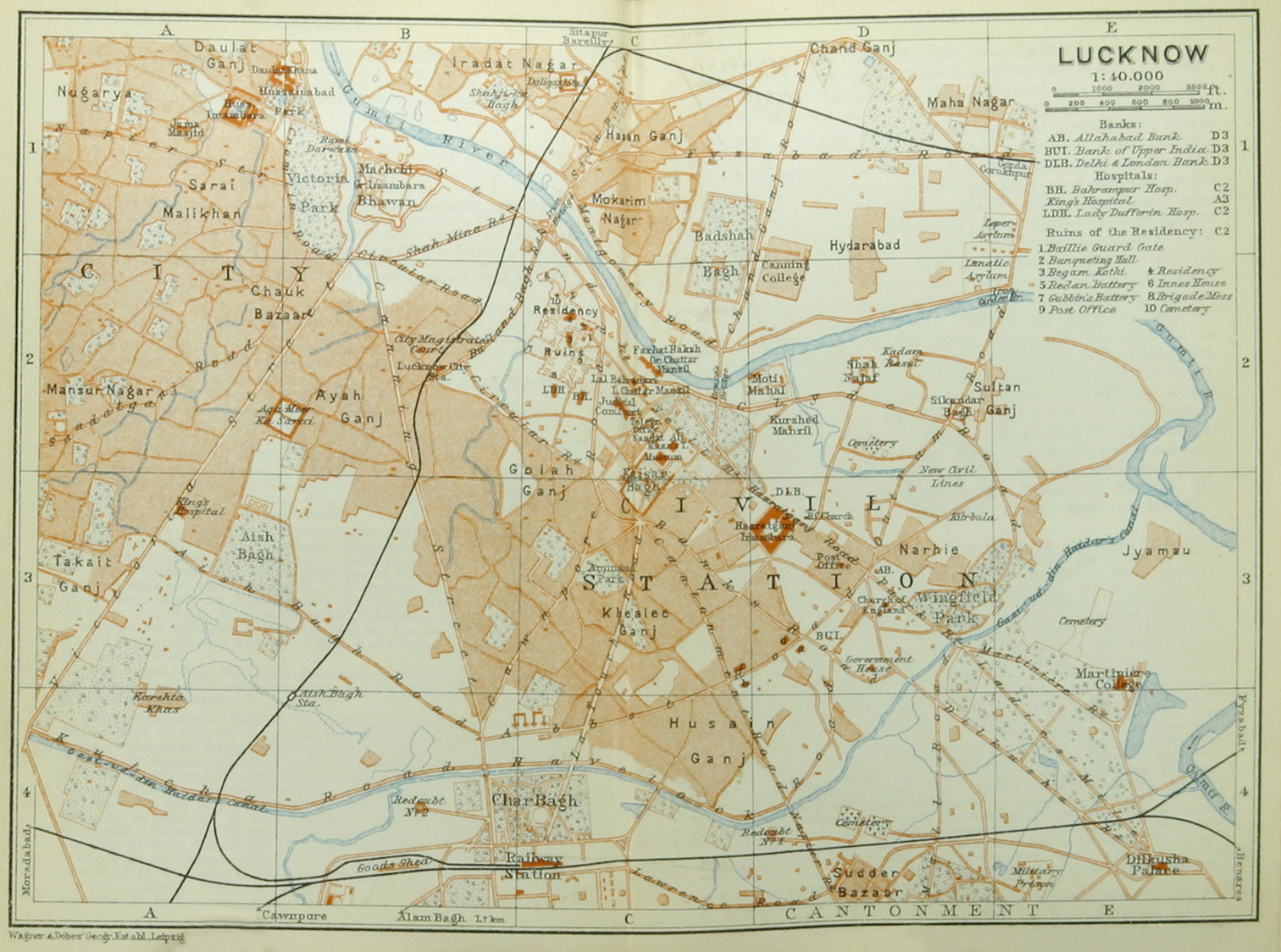
1914年左右的舊城和民用車站部分地圖

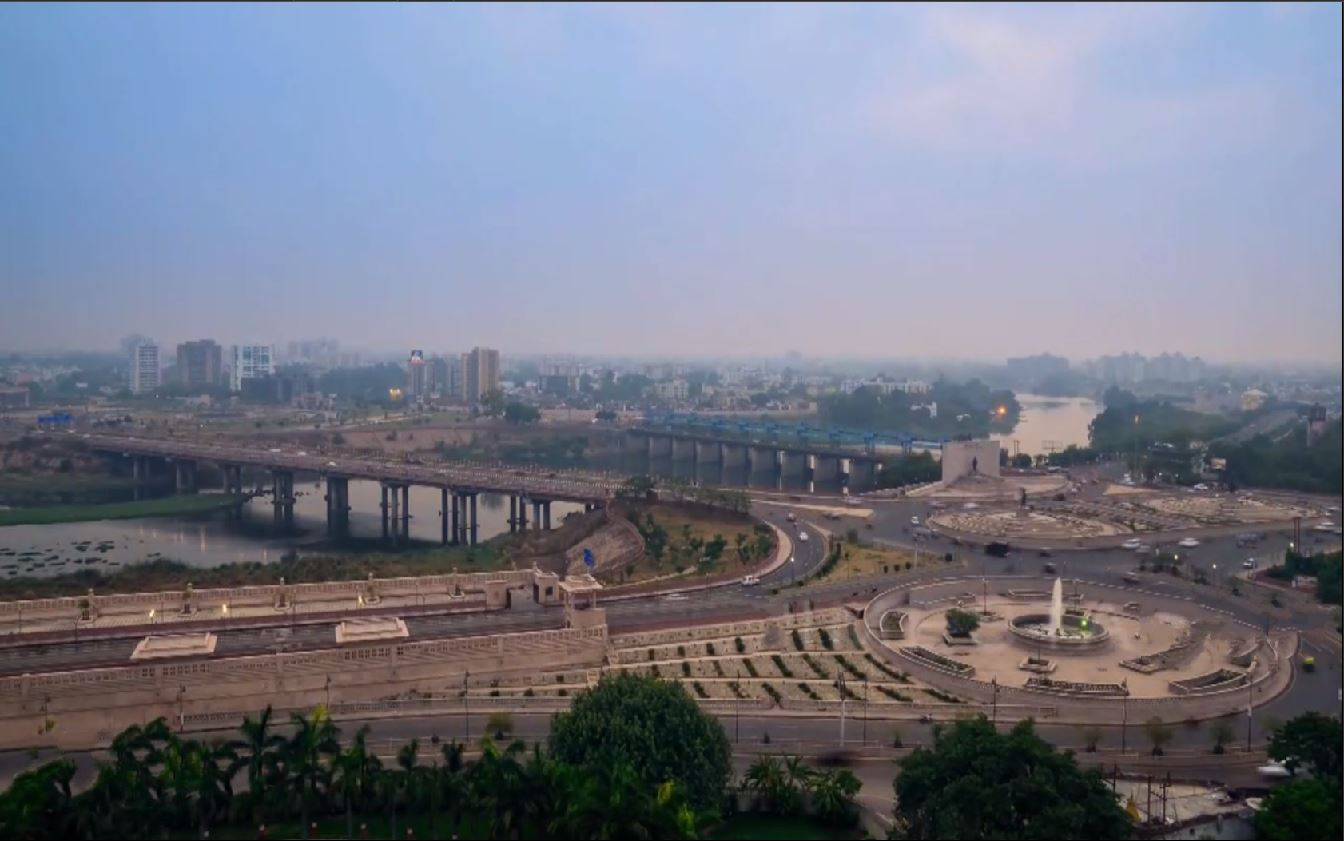

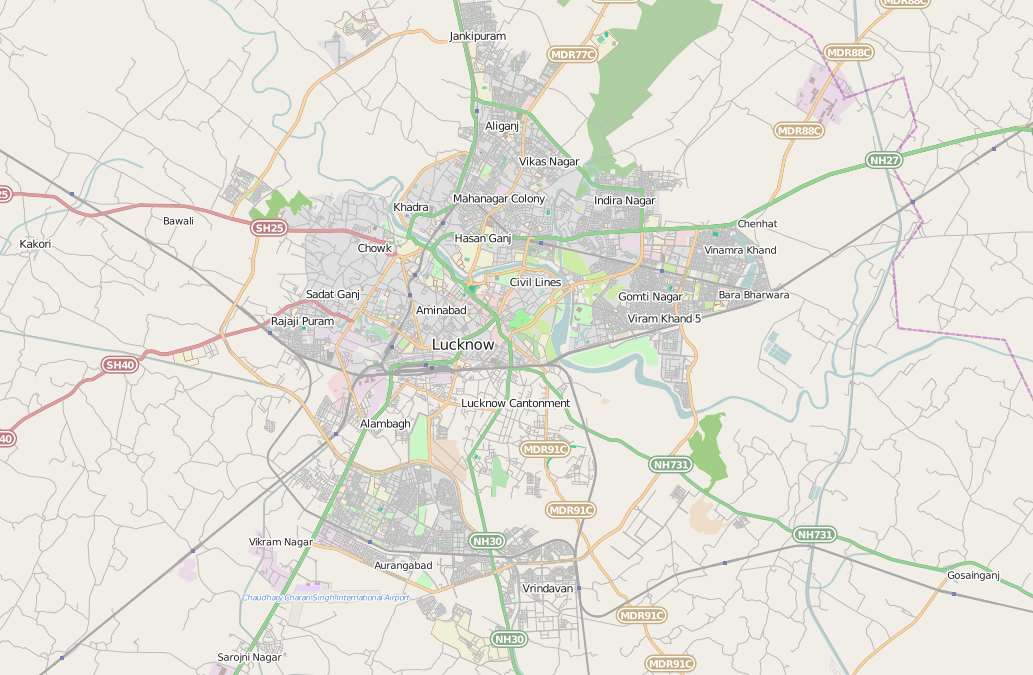

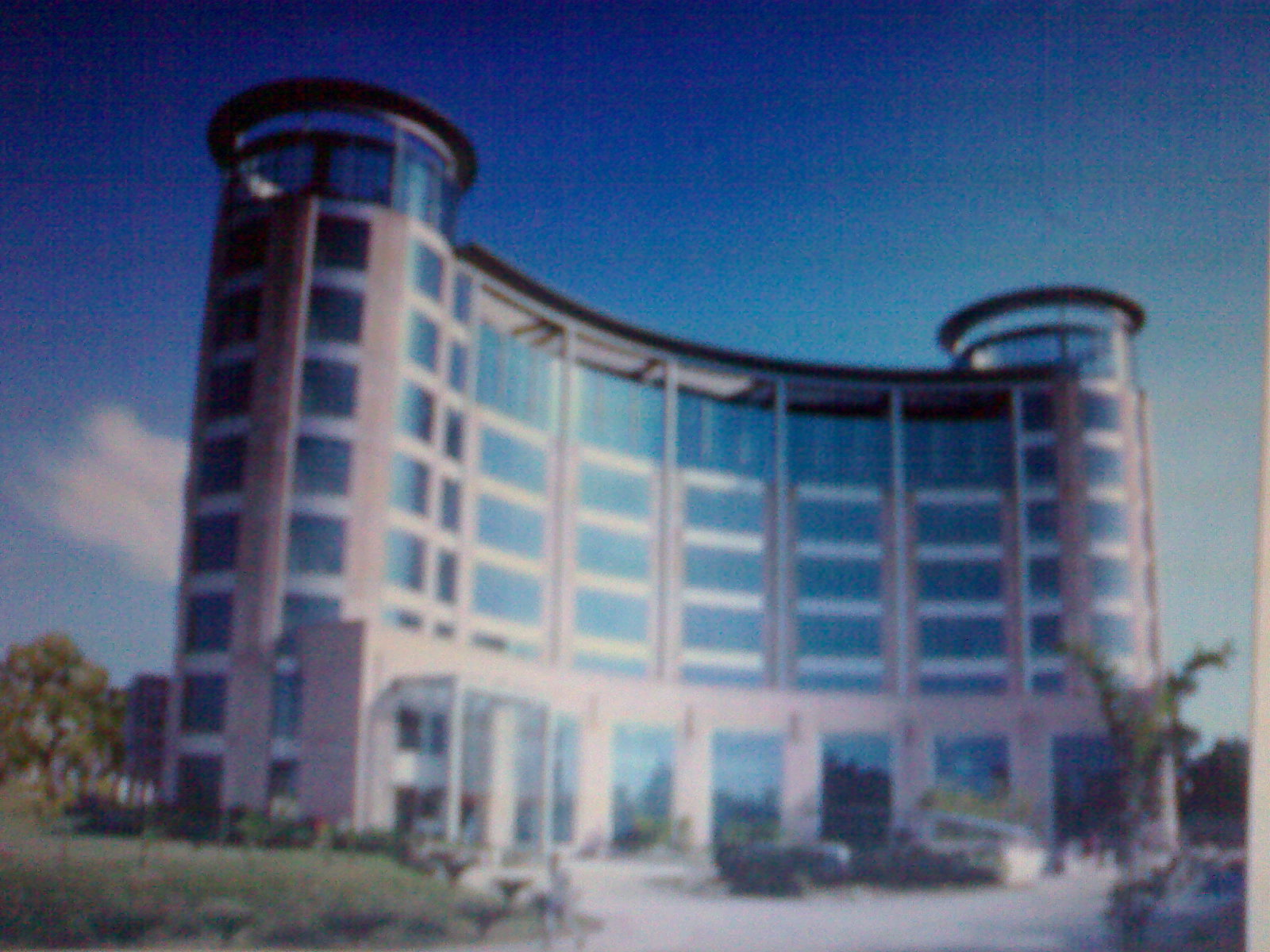

## 詞源
“ Lucknow”是“ Lakhnau”的英語拼寫。 根據一個傳說，這座城市以印度史詩《羅摩衍那》的英雄罗什曼那命名。
類似的理論指出，這座城市在Lakshmana之後被稱為Lakshmanavati（梵語：लक्ष्मणव्मणव，很幸運）。 名稱更改為Lakhanavati，然後更改為Lakhnauti，最後更改為Lakhnau。還有另一種理論指出，這座城市的名字與印度教的財富女神樂濕彌有關。

## 歷史
直到1719年，阿瓦德的蘇巴都是蒙兀兒帝國的一個省，由皇帝任命的一位州長管理。波斯冒險家薩達特·汗也被稱為布爾漢·穆爾克，1722年被任命為阿瓦德的尼扎姆，並在勒克瑙附近的法扎巴德建立了宮廷。
莫臥兒帝國解體後，建立了許多獨立的王國，例如阿瓦德。第三任納瓦卜舒亚·乌德·道拉（1753–1775）在協助逃亡的孟加拉納瓦卜米爾·卡西姆後與英國人失散。在東印度公司的Buxar戰役中被擊敗，他被迫支付重罰並交出部分領土。1775年，第四任納瓦卜Asaf-ud-Daula將法院從法薩巴德轉移到阿瓦德的首都勒克瑙聲名顯赫。英國東印度公司於1773年任命一名大使，並在19世紀初控制了該州更多的領土和權力。但是，他們不願直接佔領阿瓦德，並與馬拉地帝國和莫臥兒帝國的殘餘分子麵對面。 1798年，第五任納瓦卜·瓦齊爾·阿里·汗疏遠了他的人民和英國人，被迫退位。然後，英國人幫助薩達特·阿里·汗登基。他成為偽國王，並在1801年簽訂的條約中，將阿瓦德的大部分股份交給了東印度公司，同時還同意解散自己的部隊，轉而使用一支由英國控制的昂貴軍隊。該條約有效地使阿瓦德州成為東印度公司的附庸國，儘管它的名義一直是莫臥兒帝國的一部分，直到1819年。1801年條約證明東印度公司獲得阿瓦德的使用權是一項有益的安排。龐大的國債，反复地以較低的利率研究它們以獲取貸款。另外，在領土充當緩衝國的同時，來自運營阿瓦德武裝部隊的收入為他們帶來了有益的回報。納瓦人是禮儀的國王，忙於排場和表演。然而，到19世紀中葉，英國人已經對這種安排不耐煩，並要求直接控制阿瓦德。
1856年，東印度公司首先將其部隊遷至邊境，然後吞併了該州。阿瓦德被代替首席專員亨利·勞倫斯爵士。當時的納瓦卜人瓦吉德·阿里·沙阿被監禁，然後被東印度公司放逐到加爾各答。在隨後的1857年印度起義中，他的14歲兒子Birjis Qadra被加冕為統治者，其母親是Begum Hazrat Mahal。反抗失敗後，貝古姆·哈茲拉特·瑪哈爾和其他人在尼泊爾尋求庇護。
勒克瑙是1857年印度起義的中心之一，並積極參與印度的獨立運動，成為具有戰略意義的北印度城市。在起義期間，東印度公司的大多數部隊都是從阿瓦德人和貴族那裡招募來的。起義軍奪取了該州的控制權，英國人花了18個月才佔領了該地區。在此期間，駐紮在勒克瑙駐地的駐軍在勒克瑙圍困期間被叛軍圍困。首先是在亨利·哈夫洛克爵士和詹姆斯·歐特拉姆爵士的領導下，部隊解除了圍困，隨後在科林·坎貝爾爵士的領導下，部隊更加強大。如今，居住地和Shaheed Smarak的廢墟使人們深刻了解了勒克瑙在1857年事件中的作用。
隨著起義的結束，奧德土邦在首席專員的帶領下回到了英國統治。 1877年，西北省副省長辦公室和奧德首席專員合併。然後在1902年，隨著阿格拉和烏德聯合省的成立，首席專員的頭銜被取消，儘管烏德仍然保留了其前任獨立的標誌。
希拉法特運動在勒克瑙獲得了積極的支持，從而聯合起來反對英國統治。1901年以來，勒克瑙自1775年以來一直是奧德的首都，其人口為264,049，併入新成立的阿格拉和烏德聯合省。1920年，省政府所在地從阿拉哈巴德遷至勒克瑙。 1947年印度獨立後，聯合省改組為北方邦，勒克瑙仍為首府。
勒克瑙見證了印度歷史上的一些關鍵時刻。其中有1916年印度國民大會上的甘地、尼赫魯、穆罕默德·阿里·真納的第一次會議。

## 建築

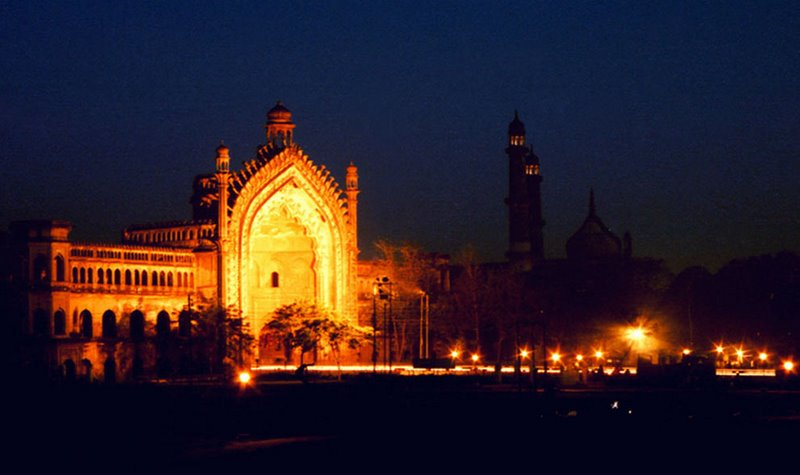
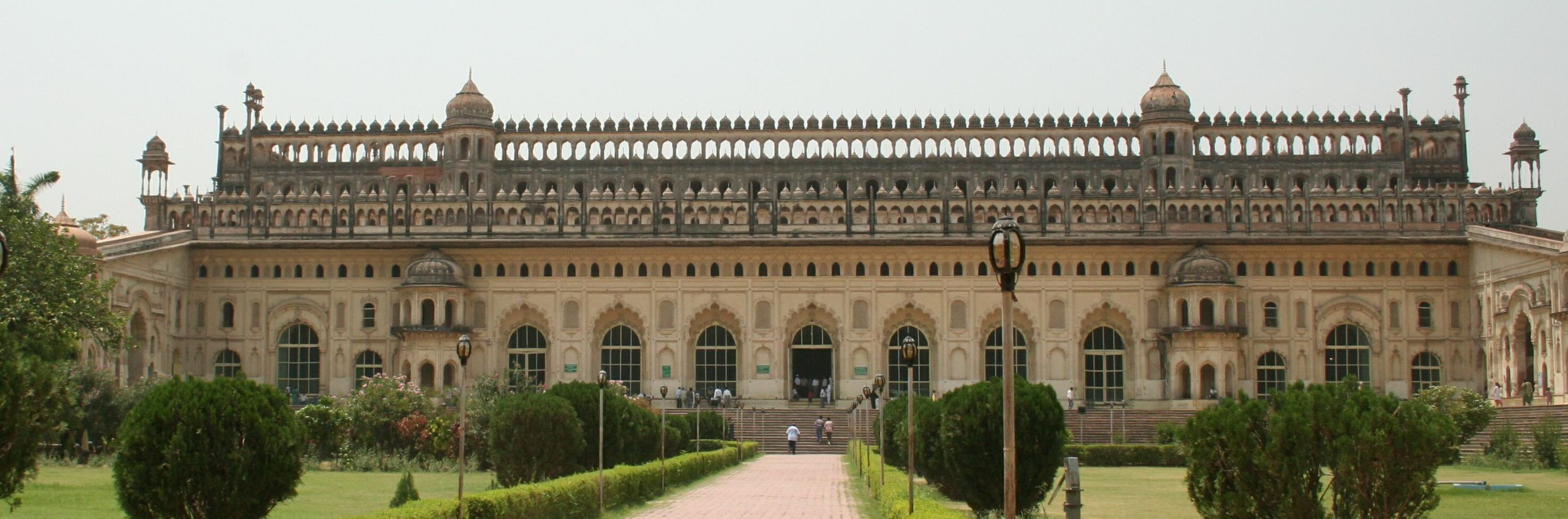
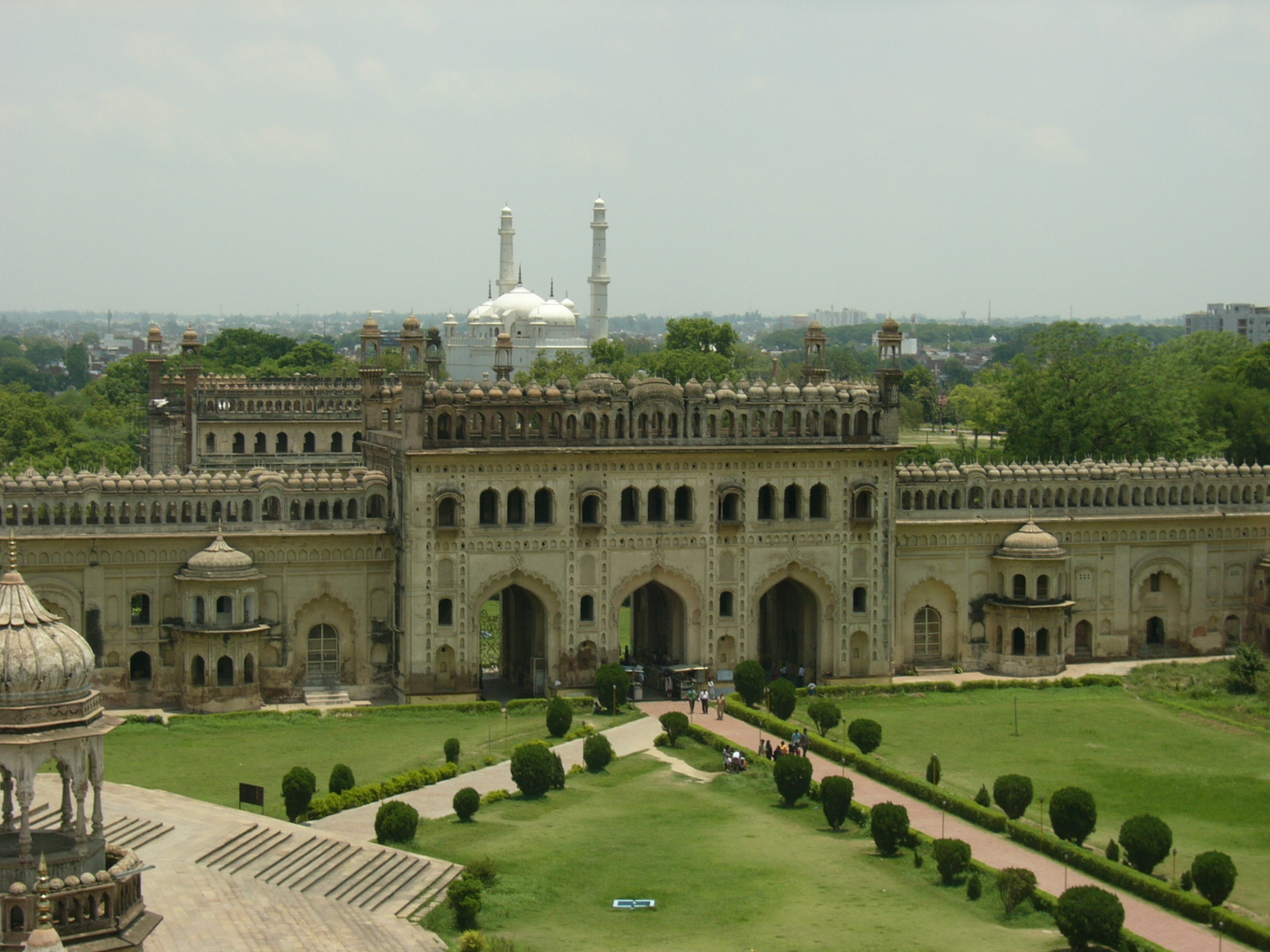
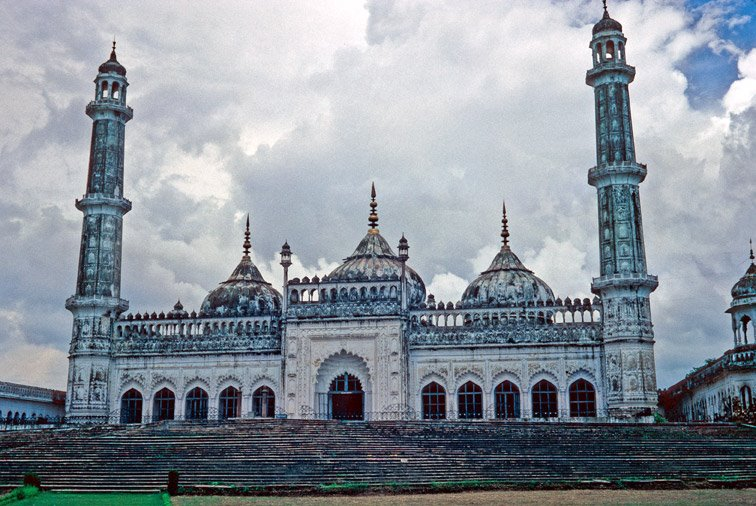
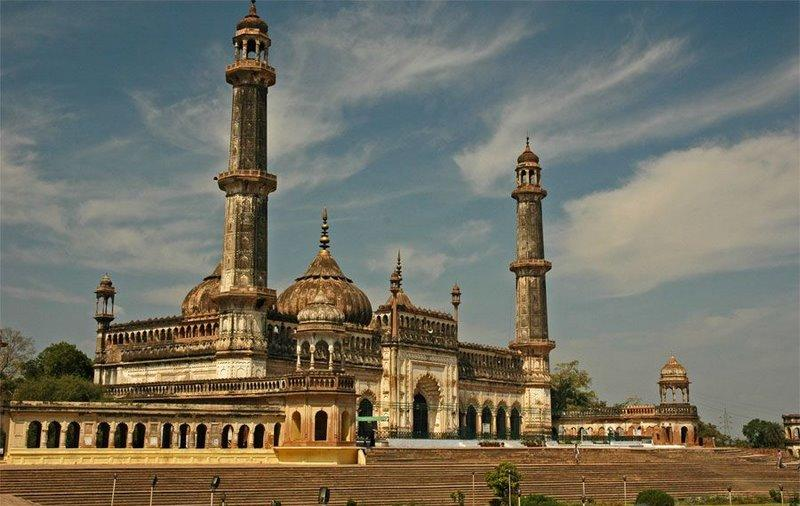
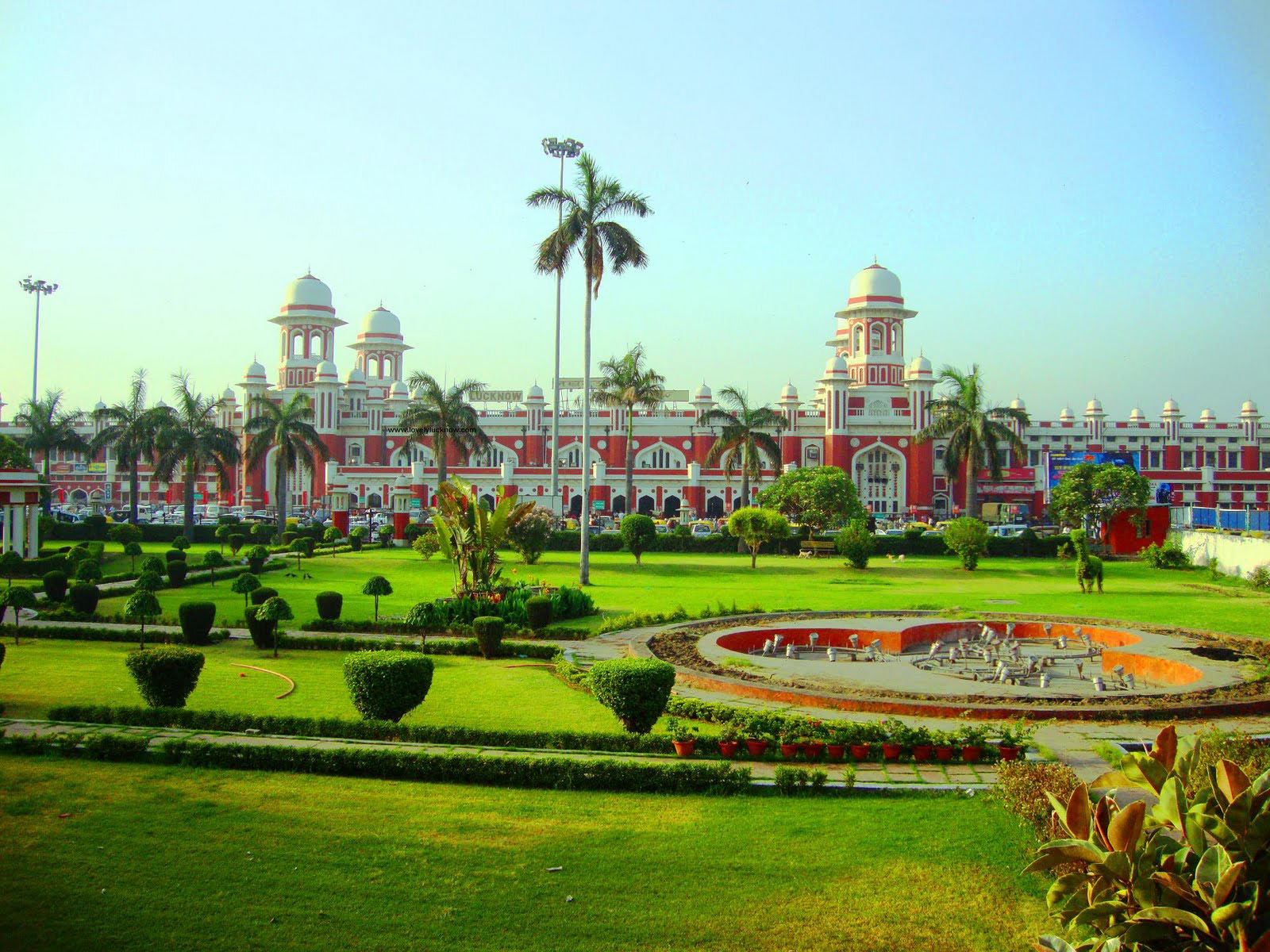
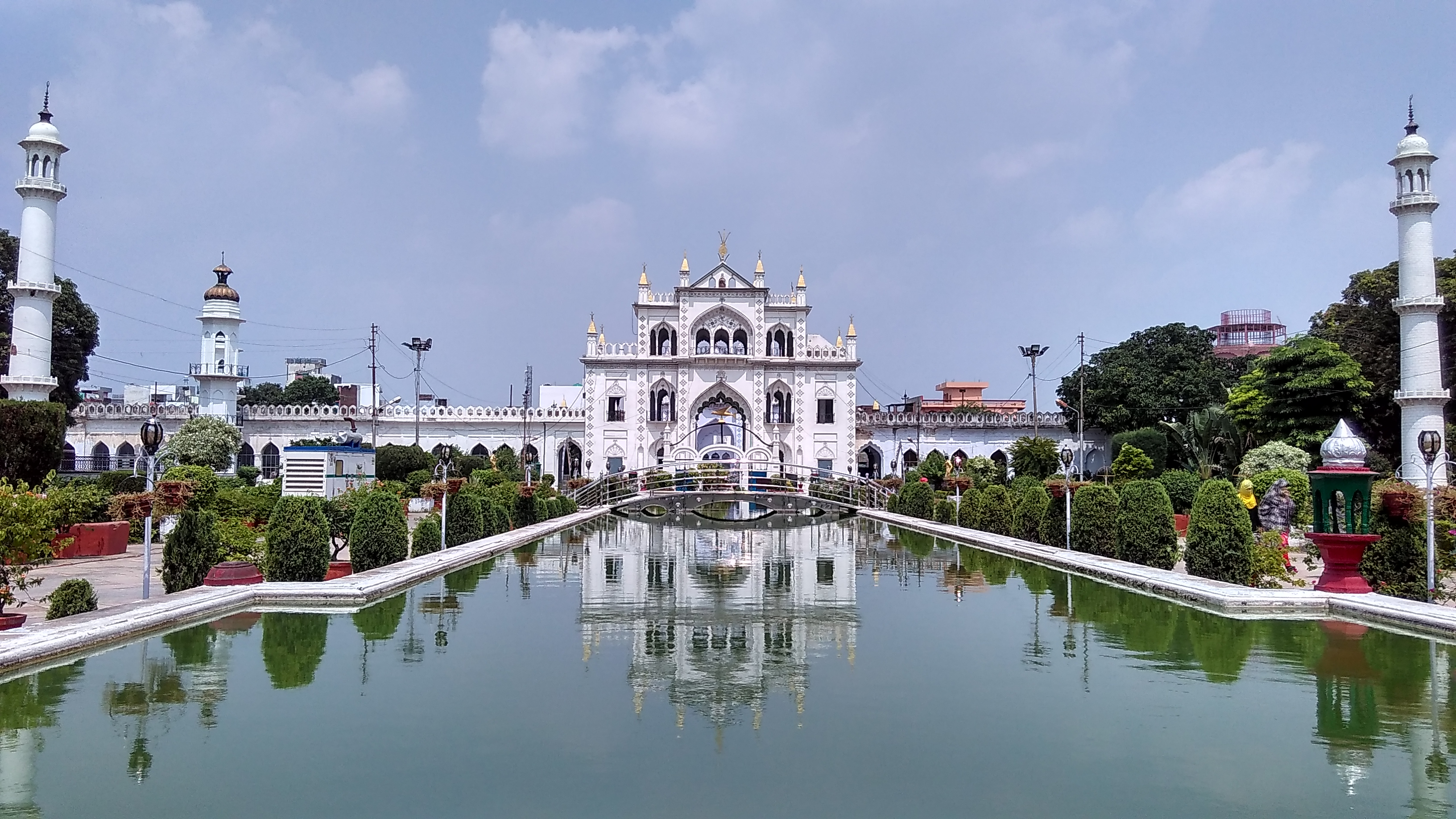

## 氣候
| Lucknow（1951-1980）                   | Lucknow（1951-1980） | Lucknow（1951-1980） | Lucknow（1951-1980） | Lucknow（1951-1980） | Lucknow（1951-1980） | Lucknow（1951-1980） | Lucknow（1951-1980） | Lucknow（1951-1980） | Lucknow（1951-1980） | Lucknow（1951-1980） | Lucknow（1951-1980） | Lucknow（1951-1980） | Lucknow（1951-1980） |
| 月份                                   | 1月                  | 2月                  | 3月                  | 4月                  | 5月                  | 6月                  | 7月                  | 8月                  | 9月                  | 10月                 | 11月                 | 12月                 | 全年                 |
| -------------------------------------- | -------------------- | -------------------- | -------------------- | -------------------- | -------------------- | -------------------- | -------------------- | -------------------- | -------------------- | -------------------- | -------------------- | -------------------- | -------------------- |
| 平均高温 °C（°F）                      | 22.6 (72.7)          | 26.0 (78.8)          | 32.2 (90.0)          | 38.1 (100.6)         | 40.5 (104.9)         | 38.7 (101.7)         | 33.6 (92.5)          | 32.5 (90.5)          | 33.0 (91.4)          | 32.5 (90.5)          | 28.9 (84.0)          | 24.1 (75.4)          | 31.8 (89.2)          |
| 平均低温 °C（°F）                      | 6.9 (44.4)           | 9.3 (48.7)           | 14.2 (57.6)          | 20.5 (68.9)          | 24.7 (76.5)          | 27.1 (80.8)          | 26.1 (79.0)          | 25.6 (78.1)          | 24.3 (75.7)          | 19.0 (66.2)          | 11.8 (53.2)          | 7.4 (45.3)           | 19.0 (66.2)          |
| 平均降水量 mm（）                      | 21.9 (0.86)          | 11.2 (0.44)          | 7.7 (0.30)           | 4.9 (0.19)           | 16.5 (0.65)          | 107.4 (4.23)         | 294.3 (11.59)        | 313.9 (12.36)        | 180.6 (7.11)         | 45.2 (1.78)          | 3.8 (0.15)           | 7.3 (0.29)           | 1,021.5 (40.22)      |
| 来源：Indian Meteorological Department |                      |                      |                      |                      |                      |                      |                      |                      |                      |                      |                      |                      |                      |

## 相關資源
- 维基导游上有關勒克瑙（印地文）的旅行指南
- 维基导游上有關勒克瑙（英文）的旅行指南
- 维基共享资源上的相關多媒體資源：勒克瑙